# Pavlin Kloštar
Pavlin Kloštar falu Horvátországban Belovár-Bilogora megyében. Közigazgatásilag Kapelához tartozik.

## Fekvése
Belovártól légvonalban 12, közúton 15 km-re északra, községközpontjától 4 km-re északnyugatra, a Bilo-hegység területén, a Svinčina-patak völgye feletti magaslaton fekszik.

## Története
A település arról a pálos kolostorról kapta a nevét, mely a falutól északnyugatra fekvő csendes patakvölgyben már a középkorban virágzott. A Streza nevű birtokot, amelyen a kolostor felépült 1366-ban I. Lajos király oklevelében említik először, melyben Péter zágrábi főesperesnek és András nevű testvérének „Ztreza” és „Pluchina” birtokokat adományozza cserébe azért a birtokért, melyet Szécsi Miklós horvát-szlavón bán a csázmai káptalannak adott. A Mindenszentek tiszteletére szentelt kolostort (monasterium Omnium Sanctorum) 1374-ben Bessenyei János (Iohannes Bissenus) fejérkői (Bijela Stijena) várnagy építtette. A kolostor és a templom első írásos említése 1379. április 9-én történt, a kolostor a monoszlói Szűz Mária kolostor irányítása alá tartozott. Az ezt követő adománylevelekből és az 1477-es urbábiumból kitűnik, hogy egyike volt a középkori Horvátország leggazdagabb kolostorainak. 1465-ben vásártartási jogot kapott. Az 1475-ben Rojcsán megtartott horvát szábor minden adó és állami teher alól felszabadította. Utolsó említése 1538-ból származik, amikor a pálosok a török támadások elől menekülve végleg elhagyták a kolostort és a biztonságosabb Lepoglaván telepedtek le. Magukkal vitték legértékesebb tárgyaikat és levéltárukat. Valószínűleg ekkor még az épületekben nem keletkezett kár, mert egy 1540-es oklevélben megemlítik azon várak és építmények között, melyeket a török elleni védelem szempontjából lerombolni, vagy megerősíteni kell.
A 16. századi török megszállás teljesen megváltoztatta az itteni táj képét. A lakosság legnagyobb része az ország biztonságosabb részeire menekült, másokat rabságba hurcoltak. Ezután ez a vidék több évtizedre lakatlanná vált. A török uralom után a területre a 17. századtól folyamatosan telepítették be a keresztény lakosságot. A betelepülők a romok helyén új templomot építettek. Ivan Krištolovec (1658-1730) horvátországi pálos tartományfőnök arról ír, hogy az ő idejében vlach (pravoszláv vagy görög katolikus) templom állt ezen a helyen, melynek neve Balin Klostarra változott. Később pedig megemlíti, hogy az egykor nagy kiterjedésű kolostor épületeiből semmi sem maradt. Ez az adat megerősíti azt a forrást, mely szerint a kolostor építőanyagát a közeli Kapela plébániatemplomának és plébániájának építéséhez használták fel.
A település 1774-ben az első katonai felmérés térképén a falu „Dorf Balin Kloster” néven szerepel. (A térképen jól látható a Krištolovec által is említett 18. századi templom.) A település katonai közigazgatás idején a szentgyörgyi ezredhez tartozott. Lipszky János 1808-ban Budán kiadott repertóriumában „Paulin Kloster” néven szerepel.
Nagy Lajos 1829-ben kiadott művében „Paulin Kloster” néven 35 házzal, 144 katolikus és 69 ortodox vallású lakossal találjuk.
A katonai közigazgatás megszüntetése után Magyar Királyságon belül Horvátország részeként, Belovár-Kőrös vármegye Belovári járásának része volt. A településnek 1857-ben 257, 1910-ben 333 lakosa volt. Az 1910-es népszámlálás szerint lakosságának 73%-a horvát, 26%-a szerb anyanyelvű volt. 1918-ban az új szerb-horvát-szlovén állam, majd később Jugoszlávia része lett. 1941 és 1945 között a németbarát Független Horvát Államhoz, majd a háború után a szocialista Jugoszláviához tartozott. A háború után a fiatalok elvándorlása miatt lakossága folyamatosan csökkent. 1991-től a független Horvátország része. 1991-ben lakosságának 88%-a horvát nemzetiségű volt. 2011-ben a településnek 152 lakosa volt.

## Lakossága
| Lakosság változása | Lakosság változása | Lakosság változása | Lakosság változása | Lakosság változása | Lakosság változása | Lakosság változása | Lakosság változása | Lakosság változása | Lakosság változása | Lakosság változása | Lakosság változása | Lakosság változása | Lakosság változása | Lakosság változása | Lakosság változása | Lakosság változása |
| ------------------ | ------------------ | ------------------ | ------------------ | ------------------ | ------------------ | ------------------ | ------------------ | ------------------ | ------------------ | ------------------ | ------------------ | ------------------ | ------------------ | ------------------ | ------------------ | ------------------ |
| 1857               | 1869               | 1880               | 1890               | 1900               | 1910               | 1921               | 1931               | 1948               | 1953               | 1961               | 1971               | 1981               | 1991               | 2001               | 2011               | 2021               |
| 257                | 297                | 261                | 329                | 343                | 333                | 345                | 348                | 363                | 341                | 344                | 273                | 251                | 189                | 169                | 152                | 116                |

(1869-ben Tvrda Reka lakosságával együtt.)

## Nevezetességei
Régészeti lelőhely a falutól északnyugatra található középkori pálos kolostor maradványaival. A csendes patakvölgyben a kolostor egykori négyszög alakú helyét két patak fogja közre. A régészeti feltárások 2006-ban kezdődtek ezen a helyen, melyet akkor még sűrű erdő fedett. 2008-ra sikerült feltárni a kolostort és templomát, mely egyhajós, keletelt épület volt sokszög alaprajzú apszissal. Hosszúsága 33 méter, szélessége 9 méter volt. A szentély északi oldalához csatlakozott a sekrestye. A kolostor épületegyüttese a templomtól északra állt középén a kerengővel. Épületei egy észak-déli tengelyű, 70 méter hosszúságú és 50 méter szélességű területet fogtak közre. A szakemberek két építési fázisát különböztették meg. Szerkezete nem a horvátországi, hanem a pécs-jakabhegyi, a salföld-köveskúti és a nagyvázsonyi kolostorokkal mutat rokonságot.